# Madame und ihre Nichte
Madame und ihre Nichte ist ein deutscher Spielfilm aus dem Jahre 1969 mit Ruth-Maria Kubitschek und Edwige Fenech in den beiden Titelrollen.

## Handlung
Michelle von Obardi ist eine Dame mittleren Alters, die sich einen sehr viel älteren Liebhaber namens Georg von Hallstein, seines Zeichens Generaldirektor einer Firma, hält. Während er ihr im Bett eine Liebesbekundung nach der anderen ins Ohr säuselt, hat die pragmatische Madame ganz andere Dinge im Kopf. Plötzlich stirbt der Alte beim Liebesspiel und Michelle muss sich schnell von dem prachtvollen, winterlich eingeschneiten Landsitz ihres Liebhabers zurück in die Stadt begeben, denn der Butler des Toten hat pflichtgemäß die Gattin des Fremdgehers informiert. Auf der Heimfahrt im standesgemäßen Mercedes mit Chauffeur ihres verblichenen Liebhabers ärgert sich Michelle, dass sie Georg nicht zu Lebzeiten stärker ausgenommen hatte, denn nun muss sie sich doch mehr Gedanken über die Finanzierung ihrer Zukunft machen als ihr lieb ist. In München angekommen, ist Madame von Obardi auf der Suche nach ihrer Tochter Yvette, die sie jedoch, um ihr wahres Alter zu kaschieren, hartnäckig als ihre Nichte ausgibt. Yvette gibt sich trotz der libertinen Gesinnung ihrer gleichaltrigen Geschlechtsgenossinnen gern sittsam, hat es aber nichtsdestotrotz faustdick hinter den Ohren. Sie studiert nicht etwa, wie es ihre Mutter wünscht, sondern verbringt zu diesem Zeitpunkt gerade ein Stelldichein mit einem auf erotische Aufnahmen spezialisierten Fotografen. Dennoch besteht sie darauf: „keine Nacktaufnahmen!“.
Georgs Sohn und Erbe des Familienvermögens Peter von Hallstein wäre indes ein guter Ersatz für Madame Obardi, meint diese, doch der scheint nicht übermäßig an einer festen Bindung interessiert, und schon gar nicht mit einer deutlich älteren Frau. Der Enddreißigerin gelingt es zwar, Peter zu verführen, aber sie überschätzt ihren Einfluss auf ihn. Außerdem bekommt sie beinharte Konkurrenz … und zwar in Gestalt ihrer wohlgerundeten und deutlich jüngeren Tochter, pardon „Nichte“. Yvette hat nämlich selbst ein Auge auf den smarten Schönling geworfen, der ganz ihrem Geschmack entspricht. Das Fotomodell, das Teil der Münchner Schickeria- und Bussi-Bussi-Szene ist, muss jedoch erfahren, dass auch ihre Attraktivität allein nicht reicht, Peter von Hallstein gefügig zu machen. Bei dem Hausfreund der Familie, Dr. Fink, fragt sie um Rat. Danach entwickelt Yvette eine eigene, erfolgverheißende Strategie und beginnt sich für Peter interessant zu machen: Mal spielt sie die Verführerische, dann wieder das scheue Rühr-mich-nicht-an. Peter mag diese verschiedenen Facetten Yvettes und beginnt sich auf ihre Spielchen einzulassen. Mit ihrer Strategie kommt Yvette aber ihrer Mutter in die Quere, die sich unbedingt Peter als den Finanzier ihrer Zukunft angeln möchte. Am Ende obsiegt aber die Schön- wie Schlauheit der Jugend, deren Sittsamkeit verkündet: warte mit dem Sex bis zur Ehe. Yvette steht im Brautkleid und zwinkert vielsagend dem Betrachter von der Leinwand zu.

## Produktionsnotizen
Der Film Madame und ihre Nichte, in den ersten Wochen des Jahres 1969 im winterlichen Deutschland gedreht, markierte das Spielfilmregiedebüt des bisherigen Regieassistenten Eberhard Schröder und wurde am 9. Mai 1969 uraufgeführt.
Die Filmbauten stammen aus der Hand von Herta Hareiter. Ludwig Spitaler übernahm die Herstellungsleitung. Produzent Hartwigs frühere Ehefrau, die seit 1964 inaktive Ex-Schauspielerin Dorothee Parker, fand bei diesem Film kurzzeitig einen Job als Schröders Regieassistentin.
Eberhard Schröder hatte sich mit dem Erfolg dieses Films als Spezialist von Sex- und Erotikfilmen etabliert.
Maupassants Vorlage „Yvette“ war bereits 1937/38 im Deutschen Reich von Wolfgang Liebeneiner erstmals verfilmt worden.

## Kritiken
„Angelehnt an die Novelle "Yvette" von Maupassant, aber transponiert auf die deutsche High Society unserer Tage, versucht dieser aufwendige deutsche Farbfilm … amüsante Unterhaltung mit harter Gesellschaftskritik zu verquicken. Mit Ruth Maria Kubitschek und Edwige Fenech in den weiblichen Hauptrollen besetzt, hat er einige reizvolle Szenen, langweilt aber durch die … Bett- und Partyszenen.“

Im Lexikon des Internationalen Films heißt es: „Dürftiges Filmchen, das sich zu Unrecht auf Maupassant beruft, um seine einfältigen Bett- und Stripteaseszenen zu legitimieren.“ Auch der Evangelische Film-Beobachter hält nichts von dem Werk: „Von beschränktem Einfallsvermögen des Autors und Regisseurs zeugender Streifen, dessen Witz und Unterhaltungswert sich in plumpen Anzüglichkeiten und in Anhäufung von Requisiten erschöpft, die Luxusatmosphäre vortäuschen sollen, wodurch die Langeweile jedoch keine Spur eingedämmt wird.“